# Lin Shih-chia
Lin Shih-chia (20 de maio de 1993) é um arqueira profissional taiwanesa, medalhista olímpica.

## Carreira

### Rio 2016
Lin Shih-chia fez parte da equipe taiwanesa feminina nas Olimpíadas 2016 na qual conquistou a medalha de bronze no Tiro com arco nos Jogos Olímpicos de Verão de 2016 - Equipes femininas, ao lado de Le Chien-ying e Tan Ya-ting.